# Cnaeus Cornelius Blasio
Cnaeus Cornelius Blasio (i. e. 3. század) ókori római politikus, az előkelő patricius Cornelia gens tagja volt.
Csak a Fastiból ismert. i. e. 270-ben consulként ismeretlen okból triumphust tarthatott. i. e. 265-ben censor volt, i. e. 257-ben, a második pun háború idején pedig ismét consul lett.